# Protocolo de Montreal

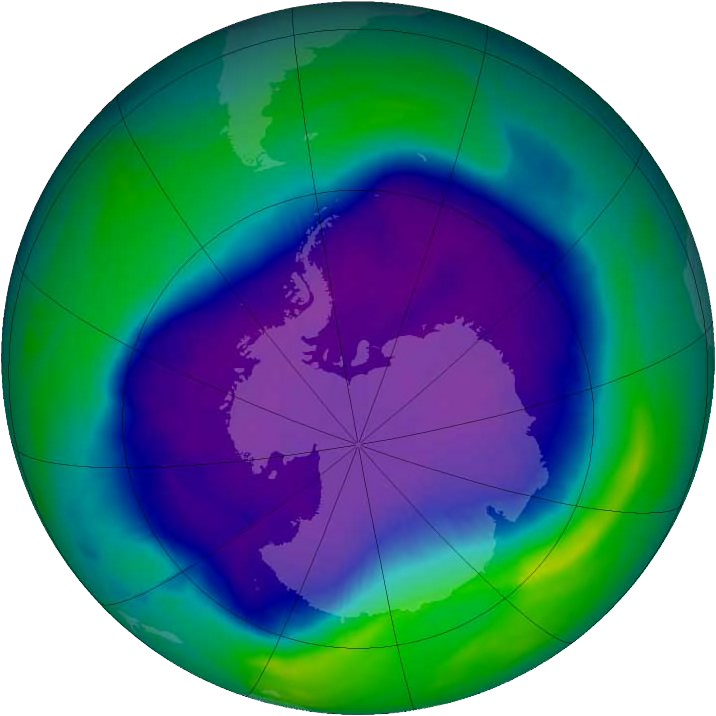
El mayor agujero de ozono antártico registrado en septiembre de 2000.

El Protocolo de Montreal es un protocolo del Convenio de Viena para la protección de la capa de ozono, diseñado para proteger la capa de ozono reduciendo la producción y el consumo de numerosas sustancias que se ha estudiado que reaccionan con ella y se cree que son responsables del agotamiento de la misma. El acuerdo fue negociado en 1987 y entró en vigor el 1 de enero de 1989. La primera reunión de las partes se celebró en Helsinki en mayo de ese 1989. Desde ese momento, el documento ha sido revisado en varias ocasiones, en 1990 (Londres), en 1991 (Nairobi), en 1992 (Copenhague), en 1993 (Bangkok), en 1995 (Viena), en 1997 (Montreal), en 1999 (Pekín) y en 2016 (Nairobi). Se cree que si todos los países cumplen con los objetivos propuestos dentro del tratado, la capa de ozono podría haberse recuperado para el año 2050. Debido al alto grado de aceptación e implementación que se ha logrado, el tratado ha sido considerado como un ejemplo excepcional de cooperación internacional, con el objetivo de la recuperación de la capa de ozono.
El tratado se enfoca en la eliminación de las emisiones mundiales de sustancias agotadoras de la capa de ozono (SACO). El tratado propone la reducción en su producción y consumo hasta llegar a la eliminación parcial.

## Medidas para la eliminación de los CFC
Según los Estados signatarios del acuerdo, el objetivo del tratado es:
"Reconociendo que la emisión en todo el mundo de ciertas sustancias puede agotar considerablemente y modificar la capa de ozono en una forma que podría tener repercusiones nocivas sobre la salud y el medio ambiente,... Decididas a proteger la capa de ozono adoptando medidas preventivas para controlar equitativamente el total de emisiones mundiales de las sustancias que la agotan, con el objetivo final de eliminarlas, sobre la base de los adelantos en los conocimientos científicos, teniendo en cuenta aspectos técnicos y económicos y teniendo presentes las necesidades que en materia de desarrollo tienen los países en desarrollo"
A estos fines aceptaron reducir sus niveles de consumo y producción de clorofluorocarburos (CFC) según el nivel de desarrollo de sus economías. A los países en vías de desarrollo, definidos según el artículo 5.1, se les aplicó un nivel básico y un cronograma diferente al de los países desarrollados (conocidos también como países que no están dentro del artículo 5, No-A5)
Las siguientes tablas presentan los calendarios de reducción para los dos grupos de países y las SAO según se agrupan en los anexos del Protocolo.
| Sustancias del Anexo A – Grupo I | Nivel Básico                                    | Cronograma |
| Países A5                        | Media de producción y consumo entre 1995 y 1997 | Desde enero de 1999 hasta 2005 no superar el nivel básico Enero de 2005 hasta enero de 2007, no superar el 50% del nivel básico Enero de 2007 hasta enero de 2010, no superar el 15% del nivel básico. (Reducción del 85%) Enero de 2010 en adelante, no superar el 0% del nivel básico (Reducción del 100%) |
| Países No-A5                     | Producción y consumo en 1986                    | Desde enero de 1989 hasta enero de 1994, no podrán superar el nivel básico. Enero de 1994 hasta enero de 1996, no podrán superar el 25% nivel básico. (Reducción del 75%) Enero de 1996 en adelante, no podrán superar el 0% del nivel básico. (Reducción del 100%)                                          |

| Sustancias del Anexo A – Grupo II | Nivel Básico                                    | Cronograma |
| Países A5                         | Media de producción y consumo entre 1995 y 1997 | Desde enero de 1999 hasta 2005 no superar el nivel básico Enero de 2005 hasta enero de 2010, no superar el 50% del nivel básico. Enero de 2010 en adelante, no superar el 0% del nivel básico (Reducción del 100%) |
| Países No-A5                      | Producción y consumo en 1986                    | Desde enero de 1989 hasta enero de 1994, no podrán superar el nivel básico. Enero de 1994 en adelante, no podrán superar el 0% del nivel básico.                                                                   |

| Sustancias del Anexo B – Grupo I | Nivel Básico                                    | Cronograma |
| Países A5                        | Media de producción y consumo entre 1998 y 2000 | Desde enero de 1999 hasta 2005 no superar el nivel básico Enero de 2005 hasta enero de 2010, no superar el 50% del nivel básico. Enero de 2010 en adelante, no superar el 0% del nivel básico (Reducción del 100%)                                                                              |
| Países No-A5                     | Producción y consumo en 1989                    | Desde enero de 1993 hasta enero de 1994, no podrán superar el 80% nivel básico. (Reducción del 20%) Enero de 1994 hasta enero de 1996, no podrán superar el 25% del nivel básico (Reducción del 75%). Enero de 1996 en adelante, no podrán superar el 0% del nivel básico. (Reducción del 100%) |

Notas
1. 1 2 3  todas las tablas se construyeron con los datos tomados de la séptima edición del Manual del Protocolo de Montreal de 2006
2. 1 2 3 4 5 6  con posibles exenciones para usos esenciales

Existe una eliminación (reducción a cero para el 2010) de algunas sustancias (halones 1211, 1301, 2402 y los CFC 13, 111, 112, etc) como de algunas sustancias que requieren atención especial (tetracloruro de carbono, 1,1,1-tricloroetano). La eliminación de los hidroclorofluorocarburos (HCFs) que son menos activos, comenzó en 1996 y continuará hasta su eliminación completa en el 2030.
En ese momento uno de los temas claves es la participación de los países en desarrollo en el cumplimiento de las metas de protocolo de Montreal, que plantea dejar de utilizar productos nocivos para el ozono. La meta es lograrlo para el 2010.

## Plan de gestión para la eliminación de los HCFC
Según reflejan las comunicaciones del Comité Ejecutivo del Protocolo de Montreal (ExCom 53/37 y ExCom 54/39), las Partes del Protocolo han acordado el 2013 como fecha en que se dejarán fijos los niveles de producción de los HCFC y acordaron iniciar el proceso de reducción a partir del año 2015.
Debido a que los HCFC también dañan la capa de ozono, se los utiliza como reemplazos transitorios para los refrigerantes, los solventes, gases propulsores para la producción de espumas plásticas y en extinguidores. Se los utiliza como reemplazo transitorio ya que su efecto potencial sobre el ozono (conocido como ODP por sus siglas en inglés – Ozone Depleting Potential) es casi 20 veces menor y su potencial de calentamiento global (GWP por sus siglas en inglés – Global Warming Potential) es significativamente menor también.
La falta de alternativas para los CFC y HCFC (por ejemplo en los inhaladores que se usan para el tratamiento de asmáticos o personas con afecciones respiratorias) son la razón para las pocas excepciones que existen a su uso como así también los halones aún en uso en los sistemas de supresión de incendios en aeronaves y submarinos.
Las provisiones del Protocolo incluyen como requisito que las Partes basen sus decisiones futuras sobre fundamentos científicos actuales como así también toda la información ambiental, técnica y económica actualizada y disponible que es evaluada por un panel de expertos de la comunidad internacional. Los informes sobre los avances han sido informados en varias ocasiones por la Organización Meteorológica Mundial.
También existen informes que preparan las organizaciones gubernamentales y las ONG donde se presentan alternativas para las sustancias que agotan el ozono ya que estas tienen un fuerte impacto en ciertos sectores productivos por usarse en agricultura, producción de energía, refrigerantes y mediciones de laboratorio.

## Historia
Mario Molina y Frank Sherwood Rowland fueron los primeros en señalar a los CFC como los responsables de la disminución del ozono que se había observado en 1974. La naturaleza inerte de los mismos los había hecho muy atractivos para muchas aplicaciones. Sin embargo, en la alta atmósfera, estas sustancias son afectadas por la mayor radiación solar UV presente con lo cual se disocian y los radicales (átomos de cloro y bromo) liberados, atacan al ozono.
En un principio se había creído que estos gases no podían alcanzar las capas más altas de la atmósfera ya que son más densos que el aire. Sin embargo, poseen una vida media muy prolongada (entre 75 y 120 años) y las corrientes atmosféricas de aire permiten que los CFC alcancen alturas que serían poco probables de no estar el aire en movimiento.
El argumento de Molina y Rowland se basaba en una propuesta análoga de Paul J. Crutzen y Harold Johnston quienes habían mostrado como el óxido nitroso podía obrar como catalizador en la destrucción del ozono. Aunque otros científicos habían propuesto independientemente que el cloro podía catalizar las pérdidas de ozono (Ralph Cicerone, Richard Stolarski, Michael McElroy y Steven Wofsy), Molina y Rowland fueron los primeros en identificar a los CFC como una fuente enorme de cloro atmosférico. Crutzen. Rowland y Molina recibieron el premio Nobel de Química en 1995 por su trabajo sobre el ozono.
El ozono cumple un rol fundamental en la absorción de la mayor parte de la radiación ultravioleta-B (UV-B) evitando que llegue a la superficie del planeta. El agotamiento de la capa de ozono por los CFC resultaría en un aumento de la radiación UV-B incidente sobre la superficie con un impactante efecto ambiental afectando a los cultivos, al fitoplancton marino y aumentando fuertemente el riesgo de cáncer de piel.
Luego de la publicación de este trabajo en 1974, Rowland y Molina debieron testificar ante una audiencia de la Cámara de Representantes de los Estados Unidos de América en diciembre de 1974. A partir de allí, se asignaron muchos fondos para estudiar el problema y verificar los resultados iniciales. La Academia Nacional de Ciencias de los EE. UU. publicó un informe en 1976 que validaba los resultados y le daba credibilidad a la hipótesis de Molina y Rowland.
En 1985, Farman, Gardinaer y Shanklin, quienes trabajaban para el servicio antártico británico, sacudieron a la comunidad internacional cuando publicaron resultados de un estudio en la revista Nature que mostraba un “agujero” de ozono, una disminución de los niveles de ozono en la zona polar mucho mayor a lo que cualquiera hubiese anticipado.
Ese mismo año, 20 países, incluyendo a la mayoría de los mayores productores de CFC, firmaron la Convención de Viene en la cual se establecía el marco para negociar las regulaciones internacionales sobre sustancias que agotan el ozono.
Durante la década de 1980, la firma DuPont, el mayor productor de CFC mundial, intentó convencer al gobierno de los Estados Unidos de América, y al público en general, de que los mismos no eran responsables del agotamiento de la capa de ozono.

## El Fondo Multilateral
El Fondo Multilateral para la implementación del Protocolo de Montreal es el órgano encargado de brindar los fondos y el financiamiento para asistir a los países en vías de desarrollo a eliminar el uso de sustancias que agotan el ozono.
El Fondo está a cargo del Comité Ejecutivo donde se encuentran representados 7 países industriales y siete países del artículo 5, los cuales son elegidos en la Reunión de las Partes. El Comité informa anualmente a las Partes sobre sus operaciones en la Reunión de las Partes.
Hasta el 20% de las contribuciones de las Partes pueden ser entregados a través de sus agencias bilaterales en la forma de proyectos y actividades elegibles para el financiamiento.
El Fondo recibe recursos cada 3 años a través de los donantes. Estos recursos son utilizados para la conversión de los procesos de manufactura existentes, capacitación del personal, el pago de patentes y regalías sobre nuevas tecnologías y el establecimiento de oficinas nacionales de ozono.

## Ratificación
Todos los Estados miembros de las
Naciones Unidas han ratificado el Protocolo de Montreal, así como la Santa Sede, los estados federados de Micronesia y la Unión Europea. Una menor cantidad de países ha ratificado las enmiendas posteriores. Por ejemplo, solamente 154 países han ratificado la Enmienda de Pekín.

## Impacto

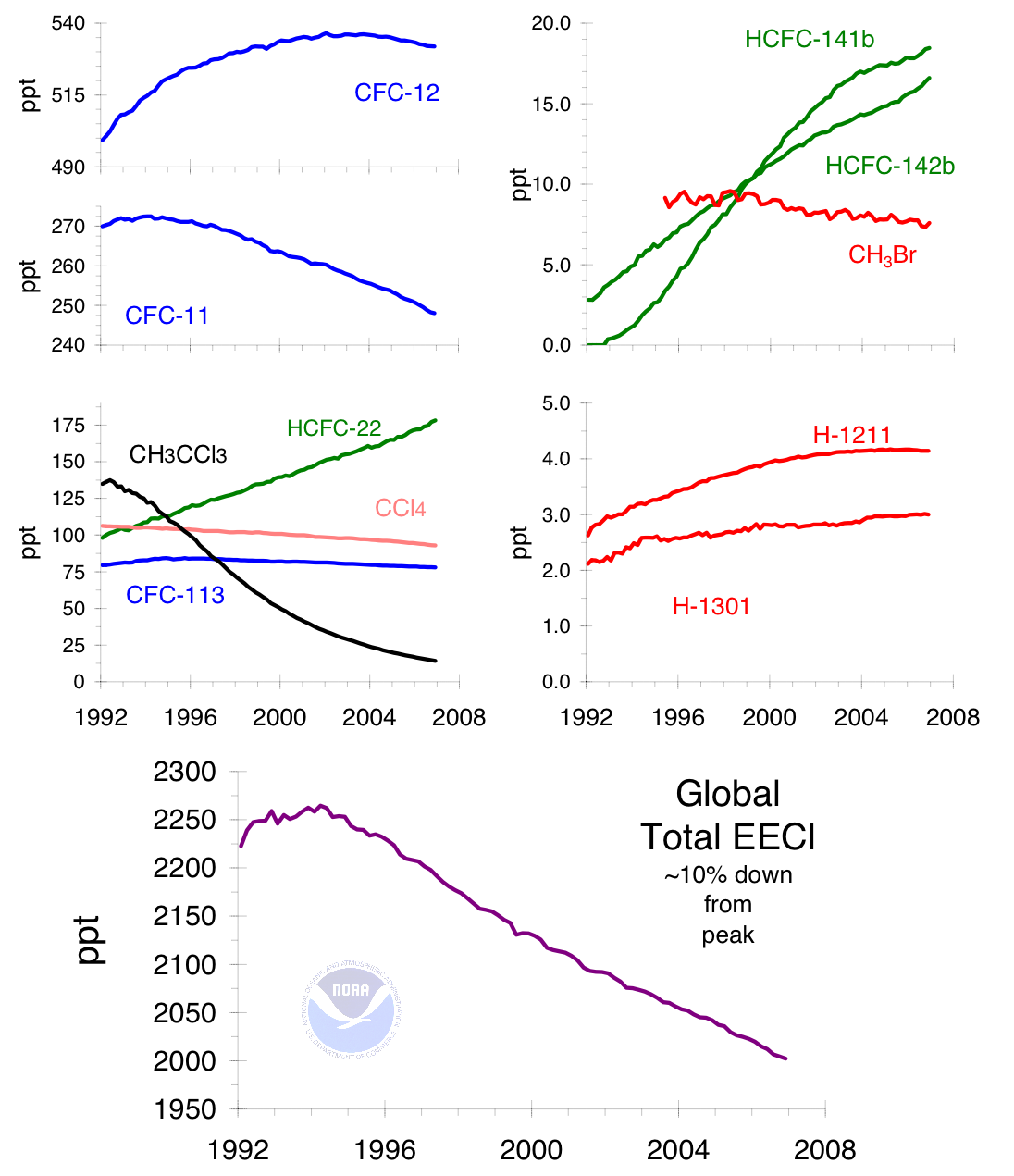
Niveles de Ozono.

Desde que el Protocolo de Montreal entró en vigor, las concentraciones atmosféricas de los clorofluorocarburos más importantes y los hidrocarburos clorinados se han estabilizado o se ha reducido. La concentración de halones ha continuado en aumento a medida que los halones que se encuentran almacenados en los extinguidores de incendio son liberados. Sin embargo, la tasa de aumento ha disminuido y se espera que comience a declinar su presencia hacia el 2020.
La concentración de los HCFC ha aumentado significativamente, en gran parte debido a los múltiples usos en los que reemplazan a los CFC (por ejemplo, como solventes o refrigerantes). A pesar de que ha habido informes sobre individuos quienes intentan evitar la prohibición por medio del contrabando desde países en vías de desarrollo hacía los desarrollados, el grado de cumplimiento con el Protocolo ha sido enorme. Por ello, el Protocolo de Montreal ha sido considerado el acuerdo ambiental internacional más exitoso del mundo hasta la fecha. En un informe del 2001, la NASA halló que el debilitamiento del ozono sobre la Antártida se había mantenido igual al de los 3 años anteriores. A pesar de ello, en el 2003 el agujero de ozono alcanzó su segunda mayor extensión de la historia. La última evaluación científica (2006) sobre los efectos del Protocolo de Montreal afirma que “El Protocolo de Montreal está funcionando. Existen claras muestras de una disminución en la presencia de sustancias que agotan el ozono y algunas señales tempranas de una recuperación del ozono estratosférico.
Desafortunadamente, los hidroclorofluorocarburos o (HCFC) y los hidrofluorocarburos (HFC) se consideran actualmente como fuentes antropogénicas al calentamiento global. En la escala internacional reconocida en la cual la contribución de una molécula de dióxido de carbono (CO2) se asigna un valor de 1, los HCFC y los HFC alcanzan valores de hasta 10.000 veces el del CO2, lo cual los convierte en gases de efecto invernadero muy potentes. El Protocolo de Montreal está buscando lograr la eliminación de los HCFC para el 2030, pero no impone restricciones sobre los HFC ya que estos no dañan a la capa de ozono y por lo tanto no entra bajo la materia del tratado. Debido a que los CFC también son gases con un fuerte potencial de efecto invernadero, la simple sustitución de los CFC por los HFC no implica un daño ambiental incrementado, pero el aumento en su uso y sus aplicaciones en las actividades humanas sí podría poner al clima en peligro.